# Governo Bjarni Benediktsson (2017)
O Governo Bjarni Benediktsson (em islandês: Ráðuneyti Bjarna Benediktssonar) foi um governo da Islândia, formado a partir dos resultados das eleições legislativas em 2016. Era liderado por Bjarni Benediktsson, e integrava o Partido da Independência, o Partido da Reforma e o Futuro Luminoso.
Foi nomeado pelo presidente da Islândia Guðni Th. Jóhannesson, e esteve em funções entre 11 de janeiro de 2017 e 30 de novembro de 2017.

| Governo                     | Primeiro-ministro   | Partidos                                                    | Ideologia                                                                         |
| --------------------------- | ------------------- | ----------------------------------------------------------- | --------------------------------------------------------------------------------- |
| Governo Bjarni Benediktsson | Bjarni Benediktsson | Partido da Independência Partido da Reforma Futuro Luminoso | Liberal conservador Liberal - Ecologista - Europeísta Social-liberal - Europeísta |

## Composição do Governo
| Pasta                                   | Titular                         | Partido                  |
| --------------------------------------- | ------------------------------- | ------------------------ |
| Primeiro-ministro                       | Bjarni Benediktsson             | Partido da Independência |
| Ministra dos Negócios Estrangeiros      | Guðlaugur Þór Þórðarson         | Partido da Independência |
| Ministro da Saúde                       | Óttarr Proppé                   | Futuro Luminoso          |
| Ministro das Finanças                   | Benedikt Jóhannesson            | Partido da Reforma       |
| Ministra da Justiça                     | Sigríður Á. Andersen            | Partido da Independência |
| Ministra da Agricultura e Pesca         | Thorgerdur Katrin Gunnarsdottir | Partido da Reforma       |
| Ministro do Ambiente                    | Björt Ólafsdóttir               | Futuro Luminoso          |
| Ministro da Indústria e do Turismo      | Thordís Kolbrún R. Gylfadóttir  | Partido da Independência |
| Ministro dos Assuntos Sociais           | Þorsteinn Víglundsson           | Partido da Reforma       |
| Ministro dos Transportes e Comunicações | Jón Gunnarsson                  | Partido da Independência |
| Ministro da Educação                    | Kristján Þór Júlíusson          | Partido da Independência |